# 山口県道5号周東美川線
山口県道5号周東美川線（やまぐちけんどう5ごう しゅうとうみかわせん）は、山口県岩国市を通る県道（主要地方道）である。

## 概要
岩国市周東町下久原と同市美川町南桑（なぐわ）を結ぶ。

### 路線データ
- 起点：岩国市周東町下久原（周東総合支所前交差点、国道2号交点、山口県道7号柳井周東線・山口県道130号本郷周東線終点）
- 終点：岩国市美川町南桑（国道187号交点）

## 歴史
- 1993年（平成5年）5月11日 - 建設省から、県道周東根笠本郷線の一部が周東美川線として主要地方道に指定される[1]。

## 路線状況

### 重複区間
- 山口県道130号本郷周東線（岩国市周東町下久原（起点） - 岩国市周東町川上）

### 道路施設

#### 橋梁
- 松崎橋（東川、岩国市）
- 中之橋（東川、岩国市）

## 地理

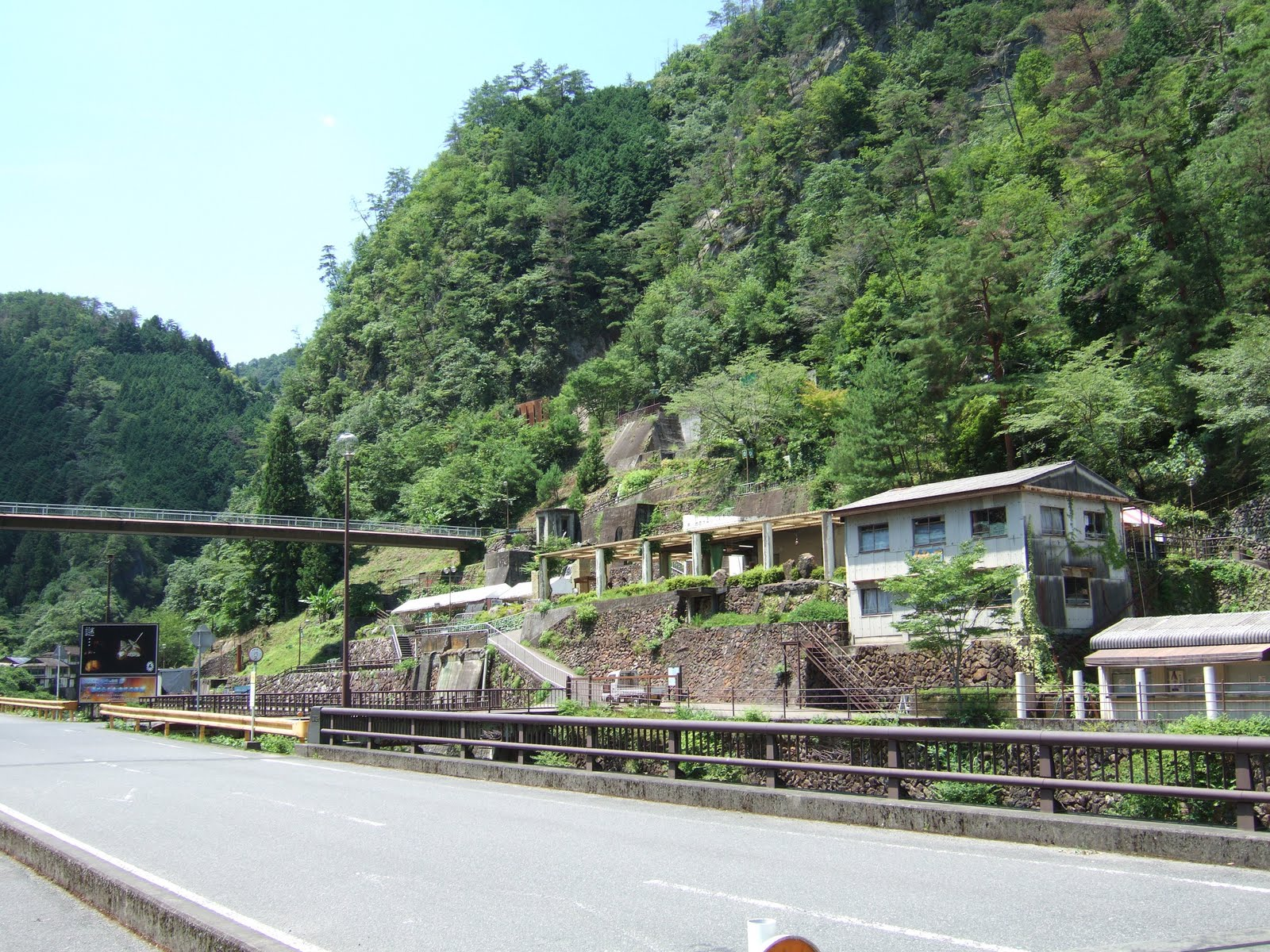
美川ムーバレー付近

### 通過する自治体
- 岩国市

### 交差する道路
| 交差する道路                                                       | 交差する場所           | 交差する場所                |
| ------------------------------------------------------------------ | ---------------------- | --------------------------- |
| 国道2号 山口県道7号柳井周東線 山口県道130号本郷周東線 重複区間起点 | 周東町下久原           | 周東総合支所前交差点 / 起点 |
| 山口県道130号本郷周東線 重複区間終点                               | 周東町川上             |                             |
| 山口県道133号根笠周東線                                            | 周東町獺越（おそごえ） |                             |
| 山口県道142号久杉高水停車場線                                      | 周東町獺越             |                             |
| 山口県道140号獺越下松線                                            | 周東町獺越             |                             |
| 山口県道139号三瀬川下松線                                          | 周東町三瀬川           |                             |
| 山口県道133号根笠周東線                                            | 美川町根笠             |                             |
| 国道187号                                                          | 美川町南桑（なぐわ）   | 終点                        |

### 交差する鉄道
- 山陽新幹線
- 錦川鉄道錦川清流線

### 沿線
- 岩国市 周東総合支所
- 岩国市立川上小学校
- 岩国市立周北小学校
- 岩屋観音窟
- 美川ムーバレー
- 岩国市 川越出張所
- 岩国市 根笠出張所
- 錦川鉄道錦川清流線 根笠駅

### 峠
- 法事峠（岩国市）